# MEG AG
MEG AG war ein deutscher Finanzvertrieb für private Krankenversicherungen mit Sitz in Kassel.

## Geschichte
Die AG entstand aus dem 2003 von Mehmet E. Göker gegründeten Einzelunternehmen MEG Versicherungsspezialist e. K. für Maklergeschäfte mit Versicherungen und Bausparverträgen. „MEG“ sind die Initialen des Gründers. 2004 hatte er einen Umsatz von ca. 109.000 Euro. Ende 2005 hatte die MEG e.K. 40 Mitarbeiter.
2006 gründete Göker die MEG AG mit einem Grundkapital von 50.000 € und wurde ihr Vorstandsvorsitzender. Ende des Jahres hatte die Gesellschaft 150 Mitarbeiter und erwirtschaftete im Rumpfgeschäftsjahr bei einem Umsatz von 11,2 Millionen € einen Verlust von 2,1 Millionen €. 2007 wurde bei dem Umsatz von 33,3 Millionen € ein Gewinn von 0,3 Millionen Euro ausgewiesen. Im Jahr 2008 erreichte die MEG mit 53,7 Millionen € ihre größte Geschäftstätigkeit.
2007 begannen die Strafverfolgungsbehörden sich für das Unternehmen zu interessieren. Zunächst wurde dem Vorwurf der Scheinselbständigkeit nachgegangen und im April die Firmenräume und die Privatwohnungen mehrerer Vorstandsmitglieder durchsucht. Das Verfahren endete im August 2008 mit einer Verurteilung Mehmet E. Gökers zu 720 Tagessätzen à 1000 € wegen nachgewiesener Weisungsgebundenheit der angeblich selbstständig tätigen Vertriebsmitarbeiter.

### Insolvenz
2009 kam es zu mehreren Fällen von Urkundenfälschung durch Mitarbeiter beim Einreichen von Kundenverträgen. Aufgrund dieser Vorkommnisse und finanzieller Probleme legte Göker am 11. September 2009 den Vorstandsvorsitz nieder. Der Jahresverlust per Ende August betrug 418.022 €.
Am 25. September 2009 wurde auf Drängen der Versicherungsgesellschaft Axa, die mit 11 Mio. Euro der größte Gläubiger der MEG war, die MEG AG ohne intensive Prüfung für 1 € von der Aragon AG vollständig übernommen. An Aragon war die AXA mit 28 Prozent beteiligt. Aragon gewährte der MEG in der Folge ein nachrangiges Sanierungsdarlehen über 6,5 Millionen €, besichert mit den Interessentendatensätzen der MEG. Diese Datensätze wurden nach der Insolvenz am 7. Dezember 2009 an die Inpunkto GmbH, eine andere Aragon-Tochtergesellschaft, übertragen. Eine erste Stundungsvereinbarung mit den fünf Hauptgläubigern über insgesamt 16 Millionen € wurde abgeschlossen. Als jedoch kurz darauf weitere Verbindlichkeiten in zweistelliger Millionenhöhe entdeckt wurden, scheiterte die Sanierung der MEG endgültig.
Am 28. Oktober 2009 wurde gerichtlich die vorläufige Verwaltung durch den vorläufigen Insolvenzverwalter Fritz Westhelle angeordnet und am 1. Januar 2010 das Insolvenzverfahren eröffnet. Die MEG AG hatte insgesamt etwa 50 Millionen € Schulden. Die Insolvenz wurde durch das Amtsgericht Kassel verhandelt. Derzeitiger Stand ist eine Vergütungsabrechnung des Insolvenzverwalters zum 26. März 2010, dem Tag nach der Gläubigerversammlung, zu der 41 der 670 registrierten Gläubiger erschienen.

## Dokumentationen
- Klaus Stern: Versicherungsvertreter – Die erstaunliche Karriere des Mehmet Göker. 79 Minuten, 2011 (Trailer auf YouTube).
- Oliver Schmid, Christian Landrebe: System Größenwahn – Mehmet Göker und die Geschäfte der Versicherer. Hessischer Rundfunk, ca. 45 Minuten, Erstausstrahlung am 20. März 2012 (Video auf YouTube).